# Theater van Balbus

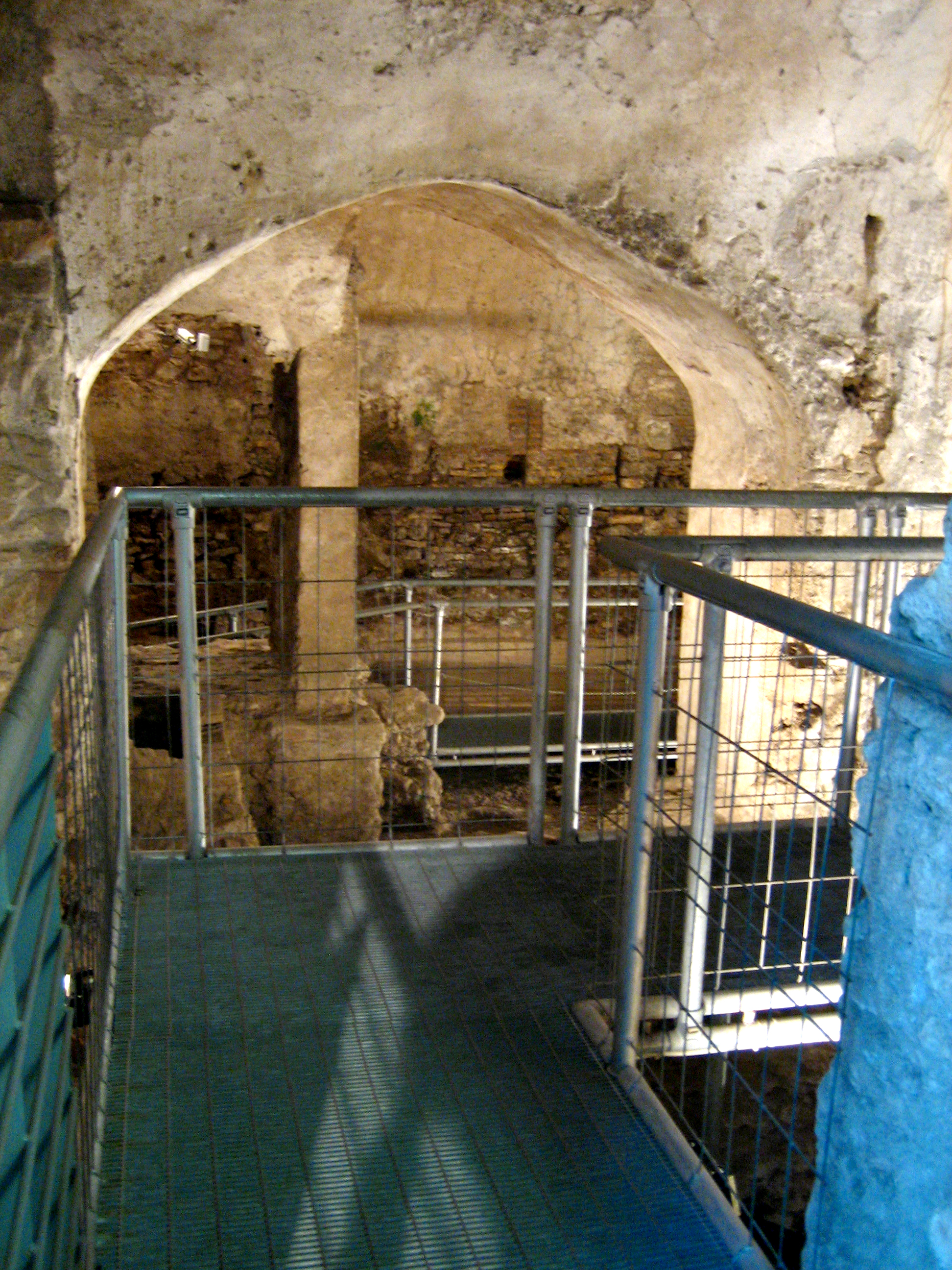
Restanten van de winkels in de Crypta Balbi

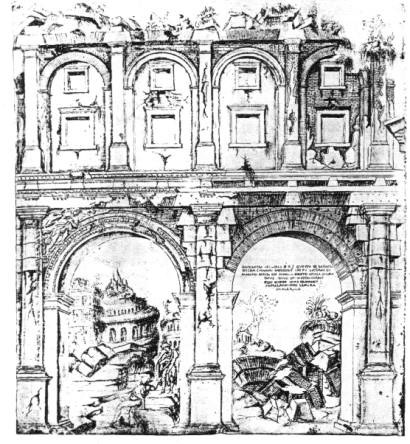
Restanten van de muur van de Crypta Balbi, rond 1500

Het Theater van Balbus was een antiek theater op het Marsveld in het oude Rome uit de 1e eeuw v.Chr.

## Het gebouw
Het theater bood plaats aan 11.500 toeschouwers. Daarmee was het het kleinste van de drie theaters op het Marsveld. Het Theater van Pompeius had plaats voor ongeveer 28.000 bezoekers, het Theater van Marcellus voor ongeveer 15.000.
Het theater bestond uit drie lagen met open arcaden. De begane grond was gedecoreerd met zuilen in de Dorische orde, de eerste verdieping was in de Ionische orde en de tweede verdieping in de Korinthische orde. Het theater had een diameter van ongeveer 90 meter.
Het gebouw was rijkelijk gedecoreerd. Zo stonden er vier zuilen gemaakt van Egyptisch Onyx die alom bewonderd werden. Ook het marmer dat voor het podium was gebruikt was van de hoogste kwaliteit.
Achter het podium was de grote porticus gebouwd, genaamd Crypta Balbi. Dit was oorspronkelijk een rechthoekig door open zuilengalerijen omsloten plein. In het midden van dit plein was een tempel gebouwd. 

Na de grote brand van het jaar 80 werd de porticus geheel herbouwd. In plaats van de zuilengalerijen werd een nieuw gebouw neergezet met meerdere verdiepingen. De buitenmuur werd dichtgemetseld, mogelijk om de hitte in de zomer buiten te houden. Op de begane grond waren open arcaden waarin winkeltjes gevestigd waren.

## Geschiedenis
Gedurende de tijd van de Romeinse Republiek werden theatervoorstellingen populair bij alle lagen van de Romeinse bevolking. De voorstellingen varieerden van klassieke Griekse tragedies tot platvloerse komische stukken. Al deze voorstellingen werden gegeven in tijdelijke houten theaters, die na afloop werden afgebroken. De senaat had een vast stenen theatergebouw verboden, vanwege de mogelijk slechte invloed die de voorstellingen op de publieke zeden zou hebben.
Het was de machtige generaal en politicus Pompeius die dit taboe doorbrak, hij bouwde in 61 v.Chr. het eerste stenen theater op het Marsveld. Om dit te rechtvaardigen liet hij een kleine tempel boven de toeschouwerstribune oprichten en bracht het zo dat de rijen voor de toeschouwers eigenlijk de treden van de trap naar de tempel waren.
Enkele tientallen jaren later wilde keizer Augustus Rome op grootse wijze moderniseren en hij liet vele nieuwe tempels en publieke voorzieningen bouwen. Augustus spoorde zijn politieke vrienden en generaals aan om uit eigen middelen hetzelfde te doen. Lucius Cornelius Balbus was een van hen. Balbus was een belangrijke generaal die in 19 v.Chr. de Garamanten, een volk uit het huidige Libië, had verslagen. Vanwege deze overwinning kreeg hij de grote eer een triomftocht te mogen houden door Rome, waarbij hij de grote buit die hij in Afrika had veroverd aan de bevolking kon laten zien. 

Om zijn overwinning te vieren liet hij een nieuw theater bouwen op het Marsveld, waar in deze periode vele nieuwe bouwwerken verrezen. Het theater van Balbus werd in 13 v.Chr. ingewijd, nadat Augustus in Rome was teruggekeerd van een grote campagne in Germania. Cassius Dio schrijft dat net tijdens het openingsfeest de Tiber was overstroomd en de bezoekers alleen per boot naar het theater toe konden komen.
Het theater was luxueus opgezet en was waarschijnlijk vooral bedoeld voor het rijkere publiek. Achter het theater werd een grote porticus gebouwd. Dit was een met zuilengangen omsloten plein, waar de bezoekers zich tijdens de pauzes in de soms wel een dag durende voorstellingen vermaakten.
Bij de grote brand van Rome in het jaar 80 werd het theater ernstig beschadigd, maar keizer Domitianus liet het herstellen. De porticus werd hierbij geheel herbouwd.

## Verval
Met de enorme groei van het Romeinse Rijk groeide ook de hoofdstad Rome. De nieuwe inwoners kwamen uit andere delen van het rijk en waren vaak minder ontwikkeld. Zij hadden meer belangstelling voor de bloeddorstige gladiatorengevechten in het Colosseum en de spectaculaire wagenrennen in het Circus. Zo verflauwde langzaam de belangstelling voor de theaters.
Na de val van het Romeinse Rijk werden de oude Romeinse monumenten niet meer onderhouden. Natuurrampen als aardbevingen, branden en overstromingen deden hun werk en de gebouwen vervielen tot ruïnes. De Romeinse bevolking maakte hier dankbaar gebruik van en de gebouwen werden steengroeven waar eenvoudig bouwmateriaal te verkrijgen was. Het marmer waar de gebouwen mee bekleed waren, werd verbrand om kalk te verkrijgen. Zo ging het ook met het theater van Balbus. Het gebouw werd langzaam afgebroken. Rond het jaar 1000 werd de ruïne opgenomen in een fortificatie. De adellijke Romeinse familie bevochten elkaar en lieten hiervoor grote forten bouwen in de antieke ruïnes. De tempel in de porticus was omgebouwd tot kerk en in de halfronde aanbouw exedra werd glas gefabriceerd en marmer verbrand.
Na de dertiende eeuw brak weer een periode van voorspoed aan voor Rome. De adellijke families lieten de oude fortificaties afbreken om representatieve paleizen te kunnen bouwen. In 1541 werd op de plaats van het theater het Palazzo Mattei de Paganica gebouwd.

## Opgravingen
In de kelders van dit paleis zijn de restanten van het theater van Balbus teruggevonden. Achter het paleis stonden na vele eeuwen nog de muren van de porticus overeind, sommige delen zelfs tot 12 meter hoog. Deze muren waren verscholen achter de façades van nieuwere gebouwen.
De restanten van de aanbouw en een deel van de porticus zijn in de jaren tachtig van de 20e eeuw opgegraven. Samen met de nog bestaande muren zijn deze gedeeltelijk gerestaureerd. In het gerestaureerde gebouw is een dependance van het Museo Nazionale Romano, het museum voor oudheidkunde geopend.

## Trivia
- De restanten van de cavea van het Theater van Balbus zijn eeuwenlang aangezien voor die van het Circus Flaminius. Pas in 1960 bleek dit circus een paar honderd meter zuidelijker aan de Tiberoever gestaan te hebben. Op stadskaarten van voor 1960 die het oude Rome weergeven, staat het Circus Flaminius dan ook foutief op de plaats van het Theater van Balbus getekend.